# Braddyville
Braddyville – miasto w Stanach Zjednoczonych, w stanie Iowa, w hrabstwie Page.

## Demografia
Zgodnie ze spisem statystycznym z 2000, miasto liczyło 176 mieszkańców. W 2023 liczba mieszkańców spadła do 139 osób, a gęstość zaludnienia poniżej 100 osób/km².